# Farol da Ponta de São Jorge
De Farol da Ponta de São Jorge is een vuurtoren op de noordkust van het Portugese eiland Madeira. De toren staat bij de plaats São Jorge op de top van een klif en werd gebouwd in 1959. De vuurtoren werd opgetrokken in beton en is 14 meter hoog. De toren is rond, maar heeft aan acht zijden een ribbe.
Câmara de Lobos · Ilhéu Chão · Ilhéu de Cima · Ilhéu de Ferro · Ponta da Agulha · Ponta do Pargo · Ponta de São Jorge · Ponta de São Lourenço · Porto Moniz · Ribeira Brava · Selvagem Grande · Selvagem Pequena